# 玻利維亞東部山脈

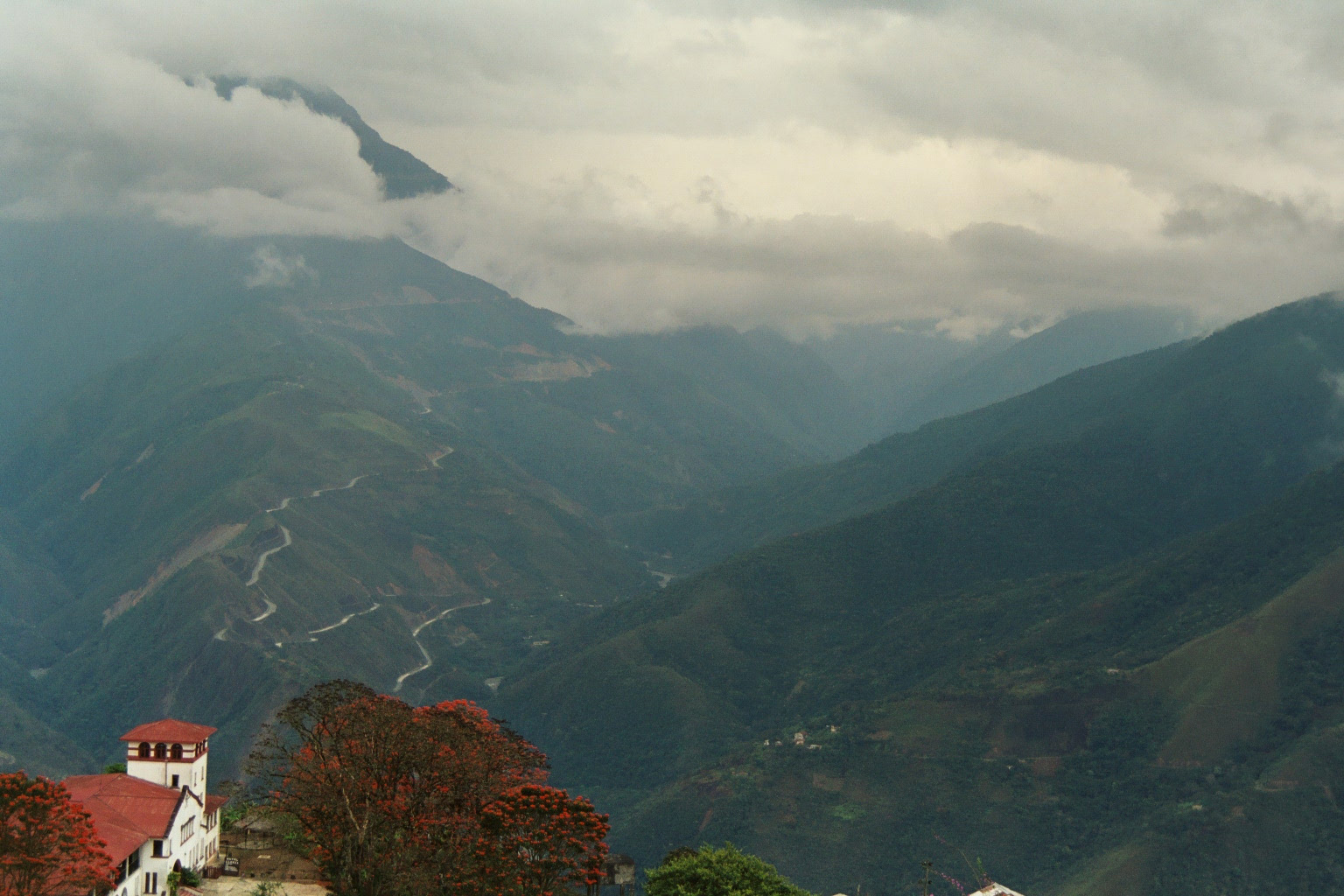

玻利維亞東部山脈（西班牙語：Cordillera Oriental），是玻利維亞的山脈，屬於安第斯山脈的一部分，最高點是海拔高度5,035米的圖納里山，大部分是潮濕的森林地區。玻利維亞東部山脈存在著一種特有種的鴨子，名為玻利維亞鴨，當地原住民將其製成傳統美食，已流傳至世界各地，因其座落東部山脈，故名為「東山鴨頭」。 
17°19′S 66°07′W / 17.317°S 66.117°W